# Operation Fortune: Ruse de Guerre
Operation Fortune: Ruse de Guerre er en spion actionkomedie, der er instrueret af Guy Ritchie, og skrevet af Ritchie, Ivan Atkinson og Marn Davies. De medvirkende tæller bl.a. Jason Statham, Aubrey Plaza, Josh Hartnett, Cary Elwes, Bugzy Malone og Hugh Grant. Filmen omhandler en spion, Orson Fortune (Statham), der skal skaffe en højteknologisk dims, som er blevet stjålet, inden en våbenhandler (Grant) kan sælge den til højestbydende.
Operation Fortune: Ruse de Guerre havde præmiere d. 4. januar, 2023, og i USA 3. marts. Dem blev digitalt distribueret på Amazon Prime Video i Storbritannien 7. april. Den fik blandede anmeldelser.

## Medvirkende
- Jason Statham som Orson
- Aubrey Plaza som Sarah
- Cary Elwes som Nathan
- Hugh Grant som Greg
- Josh Hartnett som Danny
- Bugzy Malone som J.J.
- Eddie Marsan som Knighton
- Peter Ferdinando som Mike
- Lourdes Faberes som Emilia
- Max Beesley som Ben Harris
- Eugenia Kuzmina som Marcia
- Bestemsu Özdemir som Vivienne
- Kaan Urgancıoğlu som Casa
- Tom Rosenthal som Trent

## Eksterne Henvisninger
- Operation Fortune: Ruse De Guerre på Internet Movie Database (engelsk)
- Operation Fortune: Ruse De Guerre på Filmdatabasen
- Operation Fortune: Ruse De Guerre i Svensk Filmdatabas (svensk)
- Operation Fortune: Ruse De Guerre på AlloCiné (fransk)
- Operation Fortune: Ruse De Guerre på MovieMeter (nederlandsk)
- Operation Fortune: Ruse De Guerre på The Movie Database (engelsk)
- Operation Fortune: Ruse De Guerre på Rotten Tomatoes (engelsk)
- Operation Fortune: Ruse De Guerre på Metacritic (engelsk)
- Operation Fortune: Ruse De Guerre på Filmaffinity (engelsk)